# Tallant (ganivet)

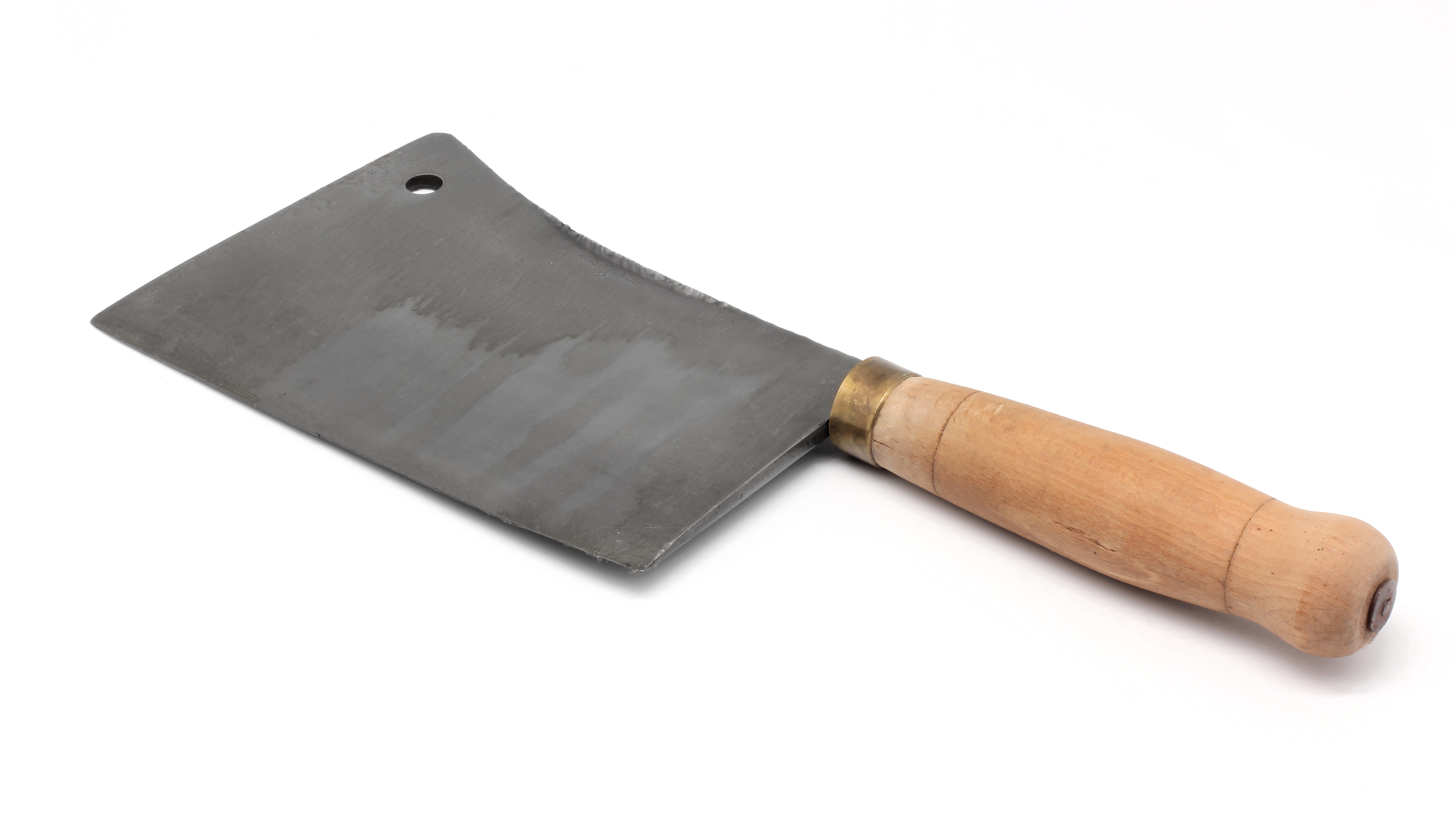
Una tallanta moderna amb mànec de fusta.

Un tallant o tallanta, especialment si és gran, és un tipus de ganivet emprat en carnisseries i cuines per a tallar la carn. Consta d'una fulla gran rectangular i un mànec.